# Мирко Івановський
Ми́рко Івано́вський (мак. Мирко Ивановски, нар. 31 жовтня 1989, Бітола) — македонський футболіст, нападник румунського клубу «Астра» (Джурджу) та національної збірної Македонії.

## Клубна кар'єра
У дорослому футболі дебютував 2007 року виступами за команду клубу «Пелістер», в якій провів один сезон, взявши участь лише у 8 матчах чемпіонату.
Своєю грою за цю команду привернув увагу представників тренерського штабу клубу «Македонія Г. П.», до складу якого приєднався 2008 року. Відіграв за клуб зі столиці Македонії наступні два сезони своєї ігрової кар'єри.
Протягом 2010 року захищав кольори команди клубу «Славія», де грав на правах оренди.
У 2010 році уклав контракт з клубом «Арка», у складі якого провів наступні два роки своєї кар'єри гравця. Більшість часу, проведеного у складі «Арки», був основним гравцем атакувальної ланки команди.
До складу клубу «Астра» (Джурджу) приєднався 2012 року. Наразі встиг відіграти за команду з Джурджу 17 матчів в національному чемпіонаті.

## Виступи за збірні
У 2009 році залучався до складу молодіжної збірної Македонії. На молодіжному рівні зіграв у 7 офіційних матчах. З 2010 року — гравець національної збірної.
| Дата       | Місто              | Господарі          | Результат | Гості              | Турнір            | Голи | Примітки |
| ---------- | ------------------ | ------------------ | --------- | ------------------ | ----------------- | ---- | -------- |
| 22-12-2010 | Гуанчжоу           | Чилі               | 1 – 0     | Північна Македонія | товариський матч  | -    |          |
| 2-9-2011   | Москва             | Росія              | 1 – 0     | Північна Македонія | Відбір до ЧЄ 2012 | -    |          |
| 6-9-2011   | Скоп'є             | Північна Македонія | 1 – 0     | Андорра            | Відбір до ЧЄ 2012 | 1    |          |
| 7-10-2011  | Єреван             | Андорра            | 4 – 1     | Північна Македонія | Відбір до ЧЄ 2012 | -    |          |
| 15-11-2011 | Прілеп             | Північна Македонія | 1 – 0     | Албанія            | товариський матч  | -    |          |
| 29-2-2012  | Люксембург (місто) | Люксембург         | 2 – 1     | Північна Македонія | товариський матч  | -    |          |
| Усього     |                    | Матчів             | 6         |                    | Голів             | 1    |          |